# Four Seasons Hotel Miami
 (novembre 2022).
Le Four Seasons Hotel Miami est un gratte-ciel de Miami, en Floride, aux États-Unis.
Haut de 242 mètres et comptant 72 étages, c'est le plus grand immeuble de l'État et le plus haut immeuble résidentiel situé au sud de Miami.
Le Four Seasons Hotel occupe les étages 8 à 40.
L'immeuble a été conçu par l'agence Handel Architects.